# Championnat de Belgique de football 2021-2022
Navigation
Jupiler Pro League 2020-2021 Jupiler Pro League 2022-2023
La saison 2021-2022 de la Jupiler Pro League est la 119e saison de la première division belge.

## Changement d'équipes
Lors de la dernière journée du championnat précédent, Mouscron a été dépassé par Waasland-Beveren, ce qui a causé leur relégation directe après six saisons en première division nationale. Waasland-Beveren connaîtra finalement le même sort puisqu'ils perdirent le barrage de promotion/relégation contre RFC Seraing, mettant fin à une période de près d'une décennie au plus haut niveau.
L'équipe de Seraing est une nouvelle venue en D1A, bien qu'une ancienne équipe du même nom y a déjà évolué (pour la dernière fois il y a 25 ans) et que de nombreux supporters voient l'actuel Seraing comme une continuation de l'ancien. La place de l'Excel Mouscron a été prise par les champions de 1B Pro League, la mythique Union Saint-Gilloise (11 titres de champion de Belgique, principalement dans les années 1900 et 1930), de retour au sommet du foot belge après 48 ans d'absence.

## Changement de format
À l'origine, comme décidé en 2020, les clubs ont accepté de réduire à nouveau le nombre d'équipes à 16 après la saison 2021–22, car en raison de la pandémie de Covid-19, aucune équipe n'a été exceptionnellement reléguée de la Division 1A 2019-2020, ce qui a amené la ligue à s'étendre temporairement à 18. Cela signifierait qu'il y aurait trois équipes reléguées de la première division belge A 2021-2022 avec une seule équipe promue de la Division 1B 2021-2022. Cependant, le 14 juin 2021, les clubs sont convenus de continuer à jouer avec 18 équipes au plus haut niveau jusqu'à (et y compris) la saison 2022-2023, ce qui signifie que la Première Division 2021-2022 continuerait le format de la saison précédente, avec une seule équipe reléguée et l'avant-dernière équipe jouant un match de barrage contre le dauphin de la Première Division B 2021-2022 pour éviter la descente. Le titre et les éliminatoires de la Ligue Europa restent raccourcis, seules les quatre meilleures équipes jouant pour le titre et les numéros 5 à 8 jouant les éliminatoires de la Ligue Europa. Pour les équipes terminant aux positions 9 à 16, la saison se termine immédiatement après la saison régulière. La demande de continuer à jouer avec 18 équipes au plus haut niveau provenait principalement des petites équipes qui étaient déjà en difficulté à la suite de l'impact financier de la pandémie de Covid-19. Les plus grands clubs ont accepté de maintenir le format actuel mais ont exigé que les équipes U23 soient définitivement ajoutées aux ligues inférieures. En tant que tel, l'intention est qu'à partir de la saison 2022-2023, il y aura 4 équipes U23 jouant ajoutées aux deuxième, troisième et quatrième niveaux du football belge, avec le classement final de la ligue 2021-2022 U23 pour déterminer laquelle l'équipe commencera à quel niveau.

## Clubs participants

### Villes et stades
Royal Antwerp

 Beerschot

Bruges

 FC Bruges

 Cercle Bruges
| Matricule | Club                 | Localisation | Stade                             | Capacité | Saisons en D1 |
| --------- | -------------------- | ------------ | --------------------------------- | -------- | ------------- |
| 3         | FC Bruges            | Bruges       | Stade Jan Breydel                 | 29 042   | 99            |
| 322       | Genk                 | Genk         | Cegeka Arena                      | 24 956   | 39            |
| 1         | Royal Antwerp        | Anvers       | Bosuilstadion                     | 12 975   | 100           |
| 35        | Anderlecht           | Anderlecht   | Lotto Park                        | 21 500   | 90            |
| 7         | La Gantoise          | Gand         | Ghelamco Arena                    | 20 000   | 81            |
| 25        | Malines              | Malines      | Stade AFAS                        | 16 700   | 71            |
| 31        | Ostende              | Ostende      | Versluys Arena                    | 8 432    | 12            |
| 16        | Standard             | Liège        | Stade Maurice-Dufrasne            | 30 023   | 103           |
| 13        | Beerschot            | Anvers       | Stade olympique d'Anvers ("Kiel") | 12 771   | 1             |
| 5381      | SV Zulte Waregem     | Waregem      | Elindus Arena                     | 12 500   | 16            |
| 18        | OH Louvain           | Louvain      | Stade Den Dreef                   | 10 000   | 5             |
| 4276      | Eupen                | Eupen        | Stade du Kehrweg                  | 8 363    | 6             |
| 22        | Charleroi            | Charleroi    | Stade du Pays de Charleroi        | 14 000   | 56            |
| 19        | Courtrai             | Courtrai     | Stade des Éperons d'or            | 9 399    | 34            |
| 373       | Saint-Trond          | Saint-Trond  | Stayen                            | 14 600   | 44            |
| 12        | Cercle Bruges        | Bruges       | Stade Jan Breydel                 | 29 042   | 83            |
| 10        | Union Saint-Gilloise | Forest       | Stade Joseph Marien               | 8 081    | 58            |
| 167       | RFC Seraing          | Seraing      | Stade du Pairay                   | 14 256   | 0             |

### Nombre d'équipes par province
| Nombre d'équipes | Province ou région              | Équipe(s)                                                         |
| ---------------- | ------------------------------- | ----------------------------------------------------------------- |
| 5                | Province de Flandre-Occidentale | FC Bruges - Ostende - SV Zulte Waregem - Courtrai - Cercle Bruges |
| 3                | Province d'Anvers               | Royal Antwerp - Malines - Beerschot                               |
| 3                | Province de Liège               | Standard - Eupen - RFC Seraing                                    |
| 2                | Région de Bruxelles-Capitale    | Anderlecht - Union Saint-Gilloise                                 |
| 2                | Province de Limbourg            | Saint-Trond - KRC Genk                                            |
| 1                | Province du Brabant flamand     | OH Louvain                                                        |
| 1                | Province de Flandre-Orientale   | La Gantoise                                                       |
| 1                | Province de Hainaut             | Charleroi                                                         |

### Personnel et équipements
| Club                 | Entraîneur                  | Équipementier  | Sponsor principal                             |
| -------------------- | --------------------------- | -------------- | --------------------------------------------- |
| FC Bruges            | Alfred Schreuder            | Macron         | Unibet                                        |
| Genk                 | Bernd Storck                | Nike           | Beobank                                       |
| Royal Antwerp        | Brian Priske                | Jako           | Ghelamco                                      |
| Anderlecht           | Vincent Kompany             | Joma           | DVV insurance (domicile) Candriam (extérieur) |
| La Gantoise          | Hein Vanhaezebrouck         | Craft          | VDK Bank                                      |
| Malines              | Wouter Vrancken             | Jartazi        | Telenet Group                                 |
| Ostende              | Yves Vanderhaeghe           | Kipsta         | diaz.be                                       |
| Standard             | Luka Elsner                 | Adidas         | VOO                                           |
| Beerschot            | Javier Torrente             | XIII           | Yelo                                          |
| SV Zulte Waregem     | Davy De Fauw & Timmy Simons | Patrick        | Napoleon Games                                |
| OH Louvain           | Marc Brys                   | Adidas         | King Power                                    |
| Eupen                | Stefan Krämer               | Adidas         | Qatar Airways                                 |
| Charleroi            | Edward Still                | Kappa          | Unibet                                        |
| Courtrai             | Karim Belhocine             | Jako           | AGO Jobs & HR                                 |
| Saint-Trond          | Bernd Hollerbach            | Macron         | DMM.com                                       |
| Cercle Bruges        | Dominik Thalhammer          | Kappa          | Napoleon Games                                |
| Union Saint-Gilloise | Felice Mazzù                | Le Coq Sportif | Lotto                                         |
| RFC Seraing          | Jean-Louis Garcia           | Kappa          | Start People                                  |

### Changements d'entraîneur
| Club             | Entraîneur partant | Motif du départ                                | Situation                  | Date de départ    | Entraîneur arrivant         | Date d'entrée en fonction |
| ---------------- | ------------------ | ---------------------------------------------- | -------------------------- | ----------------- | --------------------------- | ------------------------- |
| Charleroi        | Karim Belhocine    | Consentement mutuel                            | Fin de la saison 2020-2021 | Pré-saison        | Edward Still                | 16 mai 2021               |
| Beerschot        | Will Still         | Fin de l'intérim / Signé par le Stade de Reims | Fin de la saison 2020-2021 | Pré-saison        | Peter Maes                  | 20 mai 2021               |
| RFC Seraing      | Emilio Ferrera     | Signé par La Gantoise,                         | Fin de la saison 2020-2021 | Pré-saison        | Jordi Condom                | 28 mai 2021               |
| Royal Antwerp    | Franky Vercauteren | Consentement mutuel                            | Fin de la saison 2020-2021 | Pré-saison        | Brian Priske                | 29 mai 2021               |
| Saint-Trond      | Peter Maes         | Signé par Beerschot                            | Fin de la saison 2020-2021 | Pré-saison        | Bernd Hollerbach            | 5 juin 2021               |
| Eupen            | Beñat San José     | Consentement mutuel                            | Fin de la saison 2020-2021 | Pré-saison        | Stefan Krämer               | 9 juin 2021               |
| Beerschot        | Peter Maes         | Remercié                                       | 18e                        | 15 septembre 2021 | Marc Noë (intérim)          | 15 septembre 2021         |
| Beerschot        | Marc Noë           | Intérimaire remplacé                           | 18e                        | 21 septembre 2021 | Javier Torrente             | 21 septembre 2021         |
| Standard         | Mbaye Leye         | Remercié                                       | 12e                        | 4 octobre 2021    | Luka Elsner                 | 7 octobre 2021            |
| KV Courtrai      | Luka Elsner        | Signé par le Standard                          | 8e                         | 7 octobre 2021    | Karim Belhocine             | 12 octobre 2021           |
| Cercle Bruges    | Yves Vanderhaeghe  | Remercié                                       | 17e                        | 28 novembre 2021  | Dominik Thalhammer          | 28 novembre 2021          |
| Genk             | John van den Brom  | Remercié                                       | 8e                         | 6 décembre 2021   | Bernd Storck                | 7 décembre 2021           |
| SV Zulte Waregem | Francky Dury       | Remercié                                       | 17e                        | 17 décembre 2021  | Davy De Fauw & Timmy Simons | 17 décembre 2021          |
| RFC Seraing      | Jordi Condom       | Consentement mutuel                            | 17e                        | 27 décembre 2021  | Jean-Louis Garcia           | 3 janvier 2022            |
| FC Bruges        | Philippe Clement   | Signé par l'AS Monaco                          | 2e                         | 3 janvier 2022    | Alfred Schreuder            | 3 janvier 2022            |
| Ostende          | Alexander Blessin  | Signé par le Genoa CFC                         | 15e                        | 19 janvier 2022   | Markus Pflanz (intérim)     | 19 janvier 2022           |
| Beerschot        | Javier Torrente    | Remercié                                       | 18e                        | 7 février 2022    | Greg Vanderidt (intérim)    | 7 février 2022            |
| Ostende          | Markus Pflanz      | Intérimaire remplacé                           | 14e                        | 11 février 2022   | Yves Vanderhaeghe           | 11 février 2022           |
| Eupen            | Stefan Krämer      | Remercié                                       | 15e                        | 16 février 2022   | Michael Valkanis            | 16 février 2022           |

## Calendrier
Le tableau suivant récapitule le calendrier prévisionnel du championnat pour la saison 2021-2022. Les tours de la Coupe de Belgique, de la Supercoupe de Belgique, de Ligue des champions, de Ligue Europa, et de la Ligue Europa Conférence auxquels participent des clubs de Jupiler Pro League sont également indiqués.

## Phase classique

### Classement
| Rang | Équipe             | J  | V  | N  | P  | BP | BC | Diff | Pts | Qualification ou relégation        |
| ---- | ------------------ | -- | -- | -- | -- | -- | -- | ---- | --- | ---------------------------------- |
| 1    | R. Union St.-G.    | 34 | 24 | 5  | 5  | 78 | 27 | +51  | 77  | Champions’ Play-Offs               |
| 2    | Club Brugge        | 34 | 21 | 9  | 4  | 72 | 37 | +35  | 72  | Champions’ Play-Offs               |
| 3    | RSC Anderlecht     | 34 | 18 | 10 | 6  | 72 | 36 | +36  | 64  | Champions’ Play-Offs               |
| 4    | Royal Antwerp FC   | 34 | 19 | 6  | 9  | 55 | 38 | +17  | 63  | Champions’ Play-Offs               |
| 5    | KAA Gent           | 34 | 18 | 8  | 8  | 56 | 30 | +26  | 62  | Europe Play-Offs                   |
| 6    | Sporting Charleroi | 34 | 15 | 9  | 10 | 55 | 46 | +9   | 54  | Europe Play-Offs                   |
| 7    | KV Mechelen        | 34 | 15 | 7  | 12 | 57 | 61 | -4   | 52  | Europe Play-Offs                   |
| 8    | KRC Genk           | 34 | 15 | 6  | 13 | 66 | 47 | +19  | 51  | Europe Play-Offs                   |
| 9    | STVV               | 34 | 15 | 6  | 13 | 42 | 40 | +2   | 51  |                                    |
| 10   | Cercle Brugge      | 34 | 12 | 9  | 13 | 49 | 46 | +3   | 45  |                                    |
| 11   | OH Leuven          | 34 | 10 | 11 | 13 | 47 | 58 | -11  | 41  |                                    |
| 12   | KV Oostende        | 34 | 10 | 7  | 17 | 34 | 61 | -27  | 37  |                                    |
| 13   | KV Kortrijk        | 34 | 9  | 10 | 15 | 43 | 48 | -5   | 37  |                                    |
| 14   | Standard de Liège  | 34 | 9  | 9  | 16 | 32 | 51 | -19  | 36  |                                    |
| 15   | KAS Eupen          | 34 | 8  | 8  | 18 | 37 | 61 | -24  | 32  |                                    |
| 16   | SV Zulte Waregem   | 34 | 8  | 8  | 18 | 42 | 69 | -27  | 32  |                                    |
| 17   | RFC Seraing        | 34 | 8  | 4  | 22 | 30 | 68 | -38  | 28  | Barrage de relégation              |
| 18   | K. Beerschot V.A.  | 34 | 4  | 4  | 26 | 33 | 76 | -43  | 16  | Relégué en 1B Pro League 2022-2023 |

Source: Jupiler Pro League, Soccerway
Critères de départage en cas d'égalité de points:
1. points ;
2. plus grand nombre de victoires ;
3. plus grande « différence de buts générale » ;
4. plus grand nombre de buts marqués ;
5. plus grand nombre de victoires en déplacement ;
6. plus grande différence de buts en déplacement ;
7. plus grand nombre de buts marqués en déplacement ;
8. play-off.

#### Positions par journée
| Journée →          | 1  | 2  | 3  | 4  | 5    | 6    | 7    | 8    | 9  | 10 | 11 | 12 | 13 | 14 | 15 | 16 | 17   | 18   | 19   | 20   | 21   | 22   | 23   | 24   | 25   | 26   | 27   | 28   | 29   | 30   | 31 | 32 | 33 | 34 | Journées barragiste | Journées relégable |
| Équipe             |    |    |    |    |      |      |      |      |    |    |    |    |    |    |    |    |      |      |      |      |      |      |      |      |      |      |      |      |      |      |    |    |    |    |                     |                    |
| ------------------ | -- | -- | -- | -- | ---- | ---- | ---- | ---- | -- | -- | -- | -- | -- | -- | -- | -- | ---- | ---- | ---- | ---- | ---- | ---- | ---- | ---- | ---- | ---- | ---- | ---- | ---- | ---- | -- | -- | -- | -- | ------------------- | ------------------ |
| Club Brugge        | 8  | 4  | 6  | 3  | 2    | 3    | 1    | 1    | 1  | 4  | 2  | 2  | 2  | 3  | 3  | 3  | 3    | 2    | 2    | 2    | 2    | 2    | 2    | 2    | 2    | 3    | 3    | 2    | 2    | 2    | 2  | 2  | 2  | 2  |                     |                    |
| KRC Genk           | 9  | 13 | 10 | 5  | 7-1  | 4-1  | 5-1  | 3-1  | 3  | 5  | 6  | 10 | 7  | 6  | 8  | 10 | 8    | 11   | 9    | 9    | 9    | 8    | 9    | 10-1 | 10-2 | 8-2  | 8-1  | 8    | 8    | 8    | 8  | 8  | 8  | 8  |                     |                    |
| Royal Antwerp FC   | 13 | 18 | 13 | 11 | 14-1 | 15-1 | 12-1 | 10-1 | 4  | 2  | 4  | 3  | 3  | 2  | 2  | 2  | 2    | 3    | 3    | 3    | 4-1  | 3-1  | 3-1  | 3-1  | 3-1  | 2    | 2    | 3    | 3    | 3    | 4  | 3  | 3  | 4  |                     | 1                  |
| RSC Anderlecht     | 16 | 17 | 9  | 6  | 8-1  | 12-1 | 7-1  | 5-1  | 6  | 7  | 8  | 6  | 6  | 8  | 6  | 6  | 4    | 4    | 4    | 4    | 3    | 4    | 4    | 4    | 4    | 4    | 4    | 4    | 4    | 4    | 3  | 5  | 4  | 3  | 1                   |                    |
| KAA Gent           | 14 | 14 | 17 | 12 | 15-1 | 11-1 | 15-1 | 16-1 | 13 | 14 | 12 | 9  | 10 | 10 | 7  | 7  | 5    | 5    | 5    | 5    | 5    | 5    | 5    | 5    | 6    | 6    | 5    | 5    | 5    | 5    | 5  | 4  | 5  | 5  | 1                   |                    |
| KV Mechelen        | 4  | 8  | 14 | 15 | 10   | 13   | 16   | 12   | 9  | 6  | 5  | 5  | 4  | 4  | 4  | 4  | 6    | 6    | 6    | 8    | 6    | 7-1  | 7-1  | 9-2  | 7-2  | 7-2  | 7-2  | 6-1  | 6-1  | 6-1  | 6  | 7  | 6  | 7  |                     |                    |
| KV Oostende        | 18 | 10 | 3  | 2  | 6    | 8    | 11   | 9    | 10 | 10 | 7  | 11 | 11 | 12 | 13 | 15 | 12   | 13   | 14   | 11   | 14   | 15-1 | 15-1 | 15-1 | 13-1 | 14-1 | 14   | 13   | 13   | 14   | 14 | 14 | 14 | 12 |                     | 1                  |
| Standard de Liège  | 11 | 3  | 12 | 7  | 3    | 6    | 3    | 7    | 11 | 12 | 13 | 13 | 12 | 13 | 12 | 12 | 13-1 | 10-1 | 11-2 | 12-2 | 15-2 | 14-1 | 14-1 | 12-1 | 12-1 | 13-1 | 13-1 | 14-1 | 14-1 | 13   | 13 | 13 | 13 | 14 |                     |                    |
| K. Beerschot V.A.  | 15 | 15 | 18 | 18 | 18   | 18   | 18   | 18   | 18 | 18 | 18 | 18 | 18 | 18 | 18 | 18 | 18   | 18   | 18-1 | 18-1 | 18-1 | 18-1 | 18-1 | 18-1 | 18-1 | 18-1 | 18-1 | 18-1 | 18-1 | 18   | 18 | 18 | 18 | 18 |                     | 32                 |
| SV Zulte Waregem   | 10 | 16 | 8  | 14 | 13   | 10   | 14   | 15   | 15 | 15 | 15 | 14 | 15 | 15 | 16 | 16 | 16   | 17   | 17   | 16   | 16   | 16-1 | 16-1 | 16-1 | 16-1 | 16-1 | 16   | 16   | 15   | 16   | 15 | 16 | 16 | 16 | 2                   |                    |
| OH Leuven          | 12 | 12 | 16 | 17 | 17   | 17   | 17   | 17   | 17 | 16 | 16 | 15 | 14 | 14 | 14 | 13 | 14   | 14   | 15   | 13   | 10   | 11-1 | 13-1 | 13-1 | 15-2 | 12-2 | 9-1  | 12-1 | 12-1 | 12-1 | 11 | 11 | 11 | 11 | 6                   |                    |
| KAS Eupen          | 7  | 11 | 5  | 4  | 1    | 2    | 6    | 4    | 2  | 1  | 3  | 4  | 8  | 7  | 9  | 8  | 9    | 8    | 10   | 10   | 12   | 12   | 12   | 14   | 14   | 15   | 15   | 15   | 16   | 15   | 16 | 15 | 15 | 15 |                     |                    |
| Sporting Charleroi | 1  | 2  | 4  | 9  | 9    | 7    | 4    | 8    | 12 | 11 | 9  | 7  | 5  | 5  | 5  | 5  | 7-1  | 6-1  | 7-1  | 6-1  | 7-1  | 6    | 6    | 6    | 5    | 5    | 6    | 7    | 7    | 7    | 7  | 6  | 7  | 6  |                     |                    |
| KV Kortrijk        | 3  | 1  | 2  | 8  | 5    | 5    | 8    | 6    | 7  | 8  | 10 | 8  | 9  | 9  | 11 | 9  | 10   | 9    | 8    | 7    | 8-1  | 9-1  | 8-1  | 8-1  | 9-1  | 10   | 12   | 11   | 11   | 11   | 12 | 12 | 12 | 13 |                     |                    |
| STVV               | 5  | 6  | 11 | 13 | 16   | 14   | 9    | 11   | 8  | 9  | 11 | 12 | 13 | 11 | 10 | 11 | 11   | 12   | 13   | 15   | 13   | 13   | 11   | 11   | 11   | 11   | 11   | 10   | 10   | 10   | 10 | 9  | 9  | 9  |                     |                    |
| Cercle Brugge      | 6  | 5  | 7  | 10 | 12   | 16   | 13   | 14   | 16 | 17 | 17 | 17 | 17 | 17 | 17 | 17 | 17   | 16   | 12   | 14   | 11   | 10   | 10   | 7    | 8    | 9    | 10   | 9    | 9    | 9    | 9  | 10 | 10 | 10 | 8                   |                    |
| R. Union St.-G.    | 2  | 7  | 1  | 1  | 4    | 1    | 2    | 2    | 5  | 3  | 1  | 1  | 1  | 1  | 1  | 1  | 1    | 1    | 1    | 1    | 1    | 1    | 1    | 1    | 1    | 1    | 1    | 1    | 1    | 1    | 1  | 1  | 1  | 1  |                     |                    |
| RFC Seraing        | 17 | 9  | 15 | 16 | 11   | 9    | 10   | 13   | 14 | 13 | 14 | 16 | 16 | 16 | 15 | 14 | 15   | 15   | 16   | 17   | 17   | 17   | 17   | 17   | 17   | 17   | 17   | 17   | 17   | 17   | 17 | 17 | 17 | 17 | 16                  |                    |

En exposant rouge, le nombre de matches de retard pour les équipes concernées :
1. ↑  En raison des engagements dans les Coupes d'Europe, les rencontres Royal Antwerp - Genk et Anderlecht - La Gantoise, comptant pour la 5e journée sont reportées aux 22 et 23 septembre 2021, soit entre les 8e et 9e journées.
2. ↑  En raison des émeutes de spectateurs, la rencontre Standard - Charleroi, comptant pour la 17e journée est arrêtée à la 88e minute. En raison de la combinaison du fait qu'il était presque terminé, Charleroi menant fortement et les supporters du Standard étant la cause du problème, les principaux médias rapportaient le résultat comme définitif, incluant déjà trois points pour Charleroi. Ce n'est que le 13 janvier 2022 qu'il a été décidé que le match ne serait pas terminé ou rejoué et que le résultat serait maintenu.
3. ↑  En raison d'une action de grève de la police liégeoise, la rencontre Standard - Beerschot, comptant pour la 19e journée est reportée au 2 mars 2022, soit entre les 29e et 30e journées.
4. ↑  En raison de plus de 7 cas de Covid-19 au sein des joueurs de l'équipe du Royal Antwerp, la rencontre Courtrai - Royal Antwerp, comptant pour la 21e journée est reportée au 2 février 2022, soit entre les 25e et 26e journées.
5. ↑  En raison de plus de 7 cas de Covid-19 au sein des joueurs de l'équipe de SV Zulte Waregem et de l'avis de refus de déplacement de Malines à l'OH Louvain après la confirmation de plusieurs cas de Covid-19 au sein des joueurs dont 2 gardiens de but, la rencontre SV Zulte Waregem - Ostende, comptant pour la 22e journée est reportée au 9 février 2022, soit entre les 26e et 27e journées tandis que la rencontre Malines - OH Louvain, comptant également pour la 22e journée sera mise en délibéré en temps voulu. Le 9 mars 2022, le CBAS a pris la décision d'offrir la victoire 5-0 sur tapis vert contre le KV Malines en raison de son refus de jouer à l'OH Louvain
6. ↑  Le 18 janvier 2022, la rencontre Genk - Malines, comptant pour la 24e journée sera finalement reportée au 16 février 2022, soit entre les 27e et 28e journées en raison de plusieurs cas de Covid-19 au sein des joueurs de Malines.
7. ↑  En raison de la décision de la CBAS du 17 décembre 2021 après la procédure introduite par le club de Genk et l'Assemblée Générale du 20 décembre 2021, la rencontre OH Louvain - Genk, comptant pour la 25e journée sera reportée au 9 février 2022, soit entre les 26e et 27e journées.

Source: worldfootball.net

### Résultats
| Domicile/Extérieur   | CLU | GNK | ANT | AND | GNT | KVM | KVO | STA | BEE | ZWA | OHL | EUP | CHA | KVK | STR | CER | USG | SER |
| -------------------- | --- | --- | --- | --- | --- | --- | --- | --- | --- | --- | --- | --- | --- | --- | --- | --- | --- | --- |
| FC Bruges            |     | 3-1 | 4-1 | 2-2 | 1-2 | 2-0 | 3-0 | 2-2 | 3-2 | 3-0 | 1-1 | 2-2 | 2-0 | 2-0 | 2-0 | 1-1 | 0-0 | 3-2 |
| Genk                 | 2-3 |     | 1-1 | 1-0 | 0-3 | 4-1 | 3-4 | 2-0 | 4-1 | 2-0 | 4-0 | 5-0 | 4-2 | 2-0 | 0-1 | 1-1 | 1-1 | 3-0 |
| Royal Antwerp        | 1-1 | 4-2 |     | 2-0 | 1-0 | 1-2 | 3-0 | 2-3 | 2-1 | 1-0 | 2-2 | 4-2 | 3-0 | 0-1 | 1-1 | 1-1 | 0-2 | 2-1 |
| Anderlecht           | 1-1 | 2-0 | 2-1 |     | 1-1 | 7-2 | 3-0 | 1-1 | 4-2 | 3-2 | 2-2 | 4-1 | 4-0 | 1-1 | 2-0 | 0-2 | 1-3 | 3-0 |
| La Gantoise          | 6-1 | 1-0 | 0-1 | 1-0 |     | 2-0 | 1-1 | 3-1 | 2-2 | 2-1 | 5-0 | 2-0 | 2-3 | 2-2 | 2-1 | 2-1 | 0-2 | 4-0 |
| Malines              | 2-1 | 1-1 | 3-2 | 0-1 | 4-3 |     | 3-0 | 3-1 | 3-2 | 2-2 | 2-0 | 1-3 | 2-2 | 3-2 | 0-1 | 2-2 | 3-1 | 2-0 |
| Ostende              | 1-3 | 0-4 | 1-2 | 2-2 | 1-0 | 2-4 |     | 1-0 | 3-1 | 0-2 | 1-3 | 2-1 | 0-3 | 0-2 | 0-0 | 2-1 | 1-7 | 2-2 |
| Standard             | 2-2 | 1-1 | 2-5 | 0-1 | 0-1 | 1-2 | 1-0 |     | 1-0 | 0-1 | 2-2 | 1-0 | 0-3 | 1-1 | 1-2 | 1-1 | 1-3 | 0-1 |
| Beerschot            | 1-3 | 2-0 | 0-1 | 0-7 | 0-2 | 0-1 | 0-2 | 0-1 |     | 3-3 | 3-1 | 0-3 | 2-3 | 2-1 | 0-1 | 0-1 | 0-3 | 3-0 |
| SV Zulte Waregem     | 0-4 | 2-6 | 2-1 | 1-2 | 1-2 | 3-2 | 0-0 | 1-2 | 2-0 |     | 1-1 | 3-0 | 2-2 | 2-2 | 0-2 | 2-4 | 0-2 | 1-0 |
| OH Louvain           | 1-4 | 2-1 | 0-1 | 0-0 | 0-1 | 5-0 | 1-0 | 2-1 | 0-0 | 1-1 |     | 1-4 | 1-1 | 2-1 | 4-1 | 3-2 | 1-4 | 1-3 |
| Eupen                | 1-3 | 3-2 | 0-1 | 1-1 | 0-1 | 1-1 | 0-2 | 0-2 | 1-0 | 1-1 | 3-1 |     | 0-4 | 2-2 | 2-1 | 0-2 | 2-3 | 1-2 |
| Charleroi            | 0-1 | 2-0 | 1-1 | 1-3 | 0-0 | 0-2 | 1-0 | 0-0 | 5-2 | 3-0 | 0-3 | 3-0 |     | 1-1 | 0-0 | 5-0 | 0-3 | 2-0 |
| Courtrai             | 0-1 | 1-2 | 0-2 | 2-3 | 1-0 | 2-2 | 1-0 | 0-1 | 1-1 | 5-0 | 2-1 | 1-1 | 2-2 |     | 1-3 | 0-2 | 2-3 | 2-0 |
| Saint-Trond          | 1-2 | 1-2 | 2-1 | 2-2 | 2-1 | 1-1 | 1-1 | 3-0 | 3-2 | 1-3 | 2-0 | 2-0 | 0-1 | 0-2 |     | 1-2 | 1-2 | 3-1 |
| Cercle Bruges        | 2-0 | 2-2 | 0-1 | 1-2 | 2-2 | 3-1 | 0-1 | 1-1 | 2-0 | 3-1 | 1-1 | 1-2 | 1-2 | 2-0 | 0-1 |     | 0-3 | 2-0 |
| Union Saint-Gilloise | 0-1 | 2-1 | 1-2 | 1-0 | 0-0 | 2-0 | 1-1 | 4-0 | 5-0 | 2-1 | 1-3 | 0-0 | 4-0 | 2-0 | 0-1 | 3-2 |     | 4-2 |
| RFC Seraing          | 0-5 | 0-2 | 0-1 | 0-5 | 0-0 | 1-0 | 2-3 | 0-1 | 2-1 | 5-1 | 1-1 | 0-0 | 1-3 | 0-2 | 2-0 | 2-1 | 0-4 |     |

Source: Jupiler Pro League, Soccerway
Légende: Bleu = victoire à domicile; Jaune = match nul; Rouge = victoire à l'extérieur

#### Résultats par journée
| Journée / Équipe     | 1 | 2 | 3 | 4 | 5 | 6 | 7 | 8 | 9 | 10 | 11 | 12 | 13 | 14 | 15 | 16 | 17 | 18 | 19 | 20 | 21 | 22 | 23 | 24 | 25 | 26 | 27 | 28 | 29 | 30 | 31 | 32 | 33 | 34 |
| -------------------- | - | - | - | - | - | - | - | - | - | -- | -- | -- | -- | -- | -- | -- | -- | -- | -- | -- | -- | -- | -- | -- | -- | -- | -- | -- | -- | -- | -- | -- | -- | -- |
| FC Bruges            | N | V | N | V | V | D | V | V | N | N  | V  | N  | V  | N  | D  | V  | V  | V  | V  | N  | D  | V  | N  | N  | V  | D  | V  | V  | V  | V  | V  | V  | V  | V  |
| Genk                 | N | D | V | V | D | V | N | V | V | D  | D  | D  | V  | N  | D  | D  | N  | D  | V  | N  | V  | V  | D  | V  | D  | V  | V  | D  | V  | N  | D  | D  | V  | V  |
| Royal Antwerp        | D | D | V | N | V | N | V | V | V | V  | D  | N  | V  | V  | D  | V  | V  | D  | V  | N  | V  | V  | V  | N  | V  | D  | V  | D  | D  | V  | D  | V  | V  | N  |
| Anderlecht           | D | N | V | V | N | D | V | V | N | N  | N  | V  | N  | D  | N  | V  | V  | V  | V  | N  | V  | N  | V  | D  | D  | V  | V  | V  | N  | V  | V  | D  | V  | V  |
| La Gantoise          | D | N | D | V | N | V | D | D | V | D  | V  | V  | D  | N  | V  | V  | V  | V  | D  | V  | N  | N  | N  | N  | D  | V  | V  | V  | V  | V  | V  | V  | N  | V  |
| Malines              | D | D | D | D | V | N | D | V | V | V  | V  | N  | V  | D  | V  | D  | N  | D  | V  | D  | V  | D  | D  | D  | V  | V  | V  | V  | N  | N  | N  | N  | V  | D  |
| Ostende              | D | V | V | V | D | D | D | V | N | N  | V  | D  | D  | D  | D  | D  | V  | D  | D  | V  | D  | N  | D  | N  | V  | D  | D  | V  | N  | D  | D  | N  | N  | V  |
| Standard             | N | V | D | V | V | D | V | D | D | D  | N  | N  | N  | N  | V  | D  | D  | V  | V  | D  | D  | N  | N  | V  | D  | N  | D  | D  | D  | N  | D  | V  | D  | D  |
| Beerschot            | D | N | D | D | D | D | D | D | D | N  | D  | D  | V  | N  | V  | D  | D  | D  | D  | D  | D  | D  | V  | D  | N  | D  | V  | D  | D  | D  | D  | D  | D  | D  |
| SV Zulte Waregem     | N | D | V | D | N | V | D | D | N | D  | V  | N  | D  | N  | D  | V  | D  | D  | D  | V  | V  | N  | D  | N  | N  | D  | D  | D  | V  | D  | V  | D  | D  | D  |
| OH Louvain           | N | N | N | D | D | N | V | D | N | N  | N  | V  | N  | V  | D  | V  | D  | D  | D  | V  | V  | V  | D  | N  | V  | V  | V  | D  | N  | D  | D  | N  | D  | D  |
| Eupen                | N | N | V | V | V | D | D | V | V | V  | D  | D  | D  | N  | D  | N  | D  | V  | D  | D  | D  | D  | N  | D  | N  | D  | D  | D  | N  | V  | D  | N  | D  | D  |
| Charleroi            | V | N | N | N | N | V | V | D | D | N  | V  | V  | V  | D  | V  | D  | V  | V  | D  | V  | D  | D  | N  | N  | V  | V  | D  | D  | V  | N  | N  | V  | D  | V  |
| Courtrai             | V | V | D | D | V | N | D | V | N | N  | D  | V  | N  | N  | N  | N  | D  | V  | V  | V  | D  | N  | N  | N  | D  | D  | D  | V  | D  | D  | D  | D  | D  | D  |
| Saint-Trond          | V | N | D | D | D | V | V | D | V | N  | N  | D  | D  | V  | V  | D  | D  | D  | D  | D  | V  | D  | V  | N  | D  | V  | V  | V  | N  | N  | V  | V  | V  | V  |
| Cercle Bruges        | V | N | N | D | D | D | V | D | D | D  | D  | N  | D  | N  | D  | V  | V  | V  | V  | D  | V  | V  | V  | V  | D  | N  | D  | V  | N  | N  | V  | D  | N  | N  |
| Union Saint-Gilloise | V | D | V | V | D | V | N | V | D | V  | V  | V  | V  | V  | V  | D  | V  | V  | V  | V  | N  | V  | V  | N  | V  | V  | D  | V  | N  | V  | V  | N  | V  | V  |
| RFC Seraing          | D | V | D | D | V | V | D | D | D | V  | D  | D  | D  | N  | V  | V  | D  | D  | D  | D  | D  | D  | D  | V  | N  | D  | D  | D  | D  | D  | V  | N  | N  | D  |

Source: Soccerway

## Play-offs

### Play-offs 1
En raison des irrégularités lors du match entre l'Union SG et le Beerschot lors de la dernière journée de la saison régulière, il n'était initialement pas clair combien de points l'Union SG commencerait les Play-offs 1. Une semaine plus tard, les 3 points de la victoire furent attribués à l'Union SG, terminant ainsi la saison régulière avec 77 points.
Pour les play-offs, le score total est divisé par 2 puis arrondi. Ainsi, l'Union SG le démarre avec 39 points, le FC Bruges partira avec 36 points, tandis qu'Anderlecht et Anvers commenceront avec 32 points chacun.
Remarque : Comme les points de l'Union SG et du Royal Antwerp ont été arrondis, ils seront toujours classés en dessous de l'équipe (ou des équipes) avec laquelle (ou lesquels) ils seront à égalité.

#### Classement
| Rang | Équipe           | J | V | N | P | BP | BC | Diff | Pts | Qualification                                                 |
| ---- | ---------------- | - | - | - | - | -- | -- | ---- | --- | ------------------------------------------------------------- |
| 1    | Club Brugge      | 6 | 4 | 2 | 0 | 8  | 2  | +6   | 50  | Phase de groupe de la Ligue des champions                     |
| 2    | R. Union St.-G.  | 6 | 2 | 1 | 3 | 5  | 5  | 0    | 46  | Troisième tour de qualification de la Ligue des champions     |
| 3    | RSC Anderlecht   | 6 | 2 | 2 | 2 | 8  | 7  | +1   | 40  | Troisième tour de qualification de la Ligue Europa Conférence |
| 4    | Royal Antwerp FC | 6 | 1 | 1 | 4 | 3  | 10 | -7   | 36  | Deuxième tour de qualification de la Ligue Europa Conférence  |

Source: JPL
Critères de départage en cas d'égalité de points:
1. points ;
2. points sans (possible) demi-points ajoutés en raison de l'arrondissement ;
3. position finale de saison régulière.

##### Positions par journée
| Journée / Équipe     | 1 | 2 | 3 | 4 | 5 | 6 | Journées en tête |
| -------------------- | - | - | - | - | - | - | ---------------- |
| Union Saint-Gilloise | 1 | 1 | 2 | 2 | 2 | 2 | 2                |
| FC Bruges            | 2 | 2 | 1 | 1 | 1 | 1 | 4                |
| Anderlecht           | 3 | 3 | 3 | 3 | 3 | 3 |                  |
| Royal Antwerp        | 4 | 4 | 4 | 4 | 4 | 4 |                  |

#### Résultats
| Domicile/Extérieur   | USG | CLU | AND | ANT |
| -------------------- | --- | --- | --- | --- |
| Union Saint-Gilloise |     | 0-2 | 3-1 | 0-1 |
| FC Bruges            | 1-0 |     | 1-1 | 1-0 |
| Anderlecht           | 0-2 | 0-0 |     | 2-1 |
| Royal Antwerp        | 0-0 | 1-3 | 0-4 |     |

##### Résultats par journée
| Journée / Équipe     | 1 | 2 | 3 | 4 | 5 | 6 |
| -------------------- | - | - | - | - | - | - |
| Union Saint-Gilloise | V | N | D | D | V | D |
| FC Bruges            | V | N | V | V | V | N |
| Anderlecht           | D | N | V | V | D | N |
| Royal Antwerp        | D | N | D | D | D | V |

### Play-offs 2
Les points obtenus lors de la saison régulière ont été divisés par deux (et arrondis) avant le début des éliminatoires. En conséquence, La Gantoise a commencé avec 31 points, Charleroi avec 27 points, et Malines et Genk avec 26 points chacun, bien que les points de Genk aient été arrondis, et donc en cas d'égalité, ils seront toujours classés en dessous de l'équipe (ou des équipes) avec lesquels ils sont liés.

#### Classement
| Rang | Équipe      | J | V | N | P | BP | BC | Diff | Pts | Qualification               |
| ---- | ----------- | - | - | - | - | -- | -- | ---- | --- | --------------------------- |
| 5    | La Gantoise | 6 | 4 | 0 | 2 | 9  | 5  | +4   | 43  | Barrages de la Ligue Europa |
| 6    | Genk        | 6 | 3 | 2 | 1 | 10 | 8  | +2   | 37  |                             |
| 7    | Charleroi   | 6 | 2 | 1 | 3 | 10 | 12 | -2   | 34  |                             |
| 8    | Malines     | 6 | 1 | 1 | 4 | 6  | 10 | -4   | 30  |                             |

Source: JPL
Critères de départage en cas d'égalité de points:
1. points ;
2. points sans (possible) demi-points ajoutés en raison de l'arrondissement ;
3. position finale de saison régulière.

##### Positions par journée
| Journée / Équipe | 1 | 2 | 3 | 4 | 5 | 6 |
| ---------------- | - | - | - | - | - | - |
| La Gantoise      | 5 | 5 | 5 | 5 | 5 | 5 |
| Charleroi        | 8 | 8 | 8 | 8 | 7 | 7 |
| Malines          | 6 | 7 | 7 | 7 | 8 | 8 |
| Genk             | 7 | 6 | 6 | 6 | 6 | 6 |

#### Résultats
| Domicile/Extérieur | GNT | CHA | KVM | GNK |
| ------------------ | --- | --- | --- | --- |
| La Gantoise        |     | 1-2 | 1-0 | 0-1 |
| Charleroi          | 1-3 |     | 3-2 | 2-2 |
| Malines            | 1-2 | 1-0 |     | 0-0 |
| Genk               | 0-2 | 3-2 | 4-2 |     |

##### Résultats par journée
| Journée / Équipe | 1 | 2 | 3 | 4 | 5 | 6 |
| ---------------- | - | - | - | - | - | - |
| La Gantoise      | D | V | V | V | V | D |
| Charleroi        | D | D | N | D | V | V |
| Malines          | V | D | D | D | D | N |
| Genk             | V | V | N | V | D | N |

## Barrages de promotion/relégation
À la fin de la saison, le 17e de Jupiler Pro League affronte le deuxième de 1B Pro League pour une double confrontation aller/retour, le vainqueur étant promu en Jupiler Pro League et le perdant relégué en 1B Pro League.
Le 2 avril 2022, à la suite d'un match nul à Ostende, le RFC Seraing était certain de terminer 17e et contraint de disputer le barrage de relégation contre une équipe de la Première division belge B. Seraing avait remporté la promotion la saison dernière en remportant les Barrages de promotion/relégation 2020-2021 et cherchera désormais à éviter de redescendre de la même manière. Un jour plus tard, dans la Première Division B belge 2021-2022, le RWD Molenbeek a perdu son match à l'extérieur contre KMSK Deinze, ce qui signifie qu'ils finiraient deuxièmes et affronteraient ainsi Seraing pour une promotion. Le 30 avril 2022, le RFC Seraing se maintient en Jupiler Pro League après une victoire totale 1-0 dans la série des deux matchs et le RWD Molenbeek est maintenu en 1B Pro League.
| Match aller         | RWD Molenbeek | 0 - 1   | RFC Seraing             | Stade Edmond Machtens, Molenbeek-Saint-Jean                                         |                                                                                     |
| 23 avril 2022 18h30 |               | (0 - 1) | 45e Mikautadze          | Spectateurs : 10 000 Arbitrage : Bram Van Driessche Arbitre vidéo : Lawrence Visser | Spectateurs : 10 000 Arbitrage : Bram Van Driessche Arbitre vidéo : Lawrence Visser |
| 23 avril 2022 18h30 |               | Rapport | 59e Nadrani · 70e Cissé | Spectateurs : 10 000 Arbitrage : Bram Van Driessche Arbitre vidéo : Lawrence Visser | Spectateurs : 10 000 Arbitrage : Bram Van Driessche Arbitre vidéo : Lawrence Visser |

| Match retour        | RFC Seraing                                                    | 0 - 0   | RWD Molenbeek                                               | Stade du Pairay, Seraing                                                 |                                                                          |
| 30 avril 2022 20h45 |                                                                | (0 - 0) |                                                             | Spectateurs : 8 000 Arbitrage : Jonathan Lardot Arbitre vidéo : Bert Put | Spectateurs : 8 000 Arbitrage : Jonathan Lardot Arbitre vidéo : Bert Put |
| 30 avril 2022 20h45 | Opare 25e · Poaty 45+1e · Jallow 49e · Nadrani 79e · Maziz 88e | Rapport | 45e Nangis · 79e Defourny · 89e Sankhon · 90+5e Vorogovskiy | Spectateurs : 8 000 Arbitrage : Jonathan Lardot Arbitre vidéo : Bert Put | Spectateurs : 8 000 Arbitrage : Jonathan Lardot Arbitre vidéo : Bert Put |

Seraing a gagné 1 - 0 sur l'ensemble des deux matchs.

## Statistiques

### Classement des buteurs (Pro Scorer)
Le classement des meilleurs buteurs comptabilise uniquement les buts inscrits durant la phase classique et les play-offs.
Dernière mise à jour le 31 mai 2022
| # | Joueur           | Club                 | Buts           |
| - | ---------------- | -------------------- | -------------- |
| 1 | Deniz Undav      | Union Saint-Gilloise | 26             |
| 2 | Michael Frey     | Royal Antwerp        | 24             |
| 3 | Tarik Tissoudali | La Gantoise          | 21 (34 matchs) |
| 4 | Paul Onuachu     | Genk                 | 21 (35 matchs) |
| 5 | Jelle Vossen     | SV Zulte Waregem     | 17             |

### Classement des passeurs (Pro Assist)
Le classement des meilleurs passeurs comptabilise uniquement les passes décisives inscrits durant la phase classique et les play-offs.
Dernière mise à jour le 31 mai 2022
| # | Joueur         | Club             | Assists        |
| - | -------------- | ---------------- | -------------- |
| 1 | Junya Ito      | Genk             | 16             |
| 2 | Xavier Mercier | OH Louvain       | 14             |
| 3 | Jean-Luc Dompé | SV Zulte Waregem | 12 (32 matchs) |
| 4 | Ryota Morioka  | Charleroi        | 12 (36 matchs) |
| 5 | Noa Lang       | Club Bruges KV   | 12 (37 matchs) |

### Classement des clean sheets
Le classement des meilleurs passeurs comptabilise uniquement les passes décisives inscrits durant la phase classique et les play-offs.
Dernière mise à jour le 31 mai 2022
| # | Joueur                 | Club                 | Clean sheets  |
| - | ---------------------- | -------------------- | ------------- |
| 1 | Anthony Moris          | Union Saint-Gilloise | 17            |
| 2 | Simon Mignolet         | FC Bruges            | 16            |
| 3 | Jean Butez             | Royal Antwerp        | 14            |
| 4 | Daniel Schmidt         | Saint-Trond          | 11(31 matchs) |
| 5 | Hendrik Van Crombrugge | Anderlecht           | 11(39 matchs) |

## Parcours en coupes d'Europe
Le parcours des clubs belges en coupes d'Europe est important puisqu'il détermine le coefficient UEFA, et donc le nombre de clubs belges présents en coupes d'Europe les années suivantes.

### Parcours européens des clubs
| Club           | Compétition             | Résultat                        | Ultime(s) adversaire(s) | Ultime(s) adversaire(s) | Ultime(s) adversaire(s) |
| -------------- | ----------------------- | ------------------------------- | ----------------------- | ----------------------- | ----------------------- |
| FC Bruges      | Ligue des champions     | Phase de groupes                | Manchester City         | Paris Saint-Germain     | RB Leipzig              |
| Genk           | Ligue des champions     | Troisième tour de qualification | Shakhtar Donetsk        | Shakhtar Donetsk        | Shakhtar Donetsk        |
| Genk (repêché) | Ligue Europa            | Phase de groupes                | Dinamo Zagreb           | West Ham United         | Rapid Vienne            |
| Royal Antwerp  | Ligue Europa            | Phase de groupes                | Olympiakos FC           | Eintracht Francfort     | Fenerbahçe SK           |
| Anderlecht     | Ligue Europa Conférence | Barrages                        | Vitesse Arnhem          | Vitesse Arnhem          | Vitesse Arnhem          |
| La Gantoise    | Ligue Europa Conférence | Huitièmes de finale             | PAOK Salonique          | PAOK Salonique          | PAOK Salonique          |

### Coefficient UEFA du championnat belge
Le classement UEFA de la fin de saison 2021-2022 permet d'établir la répartition et le nombre d'équipes pour les coupes d'Europe de la saison 2023-2024.
| Ecart avec le douzième 2022 | Ecart avec le huitième 2021 | Rang 2022 | Rang 2021 | Évolution | 2017-2018 | 2018-2019 | 2019-2020 | 2020-2021 | 2021-2022 | Coefficient | Places en Ligue des champions | Places en Ligue des champions | Places en Ligue Europa | Places en Ligue Europa Conférence | Places en Ligue Europa Conférence |
| --------------------------- | --------------------------- | --------- | --------- | --------- | --------- | --------- | --------- | --------- | --------- | ----------- | ----------------------------- | ----------------------------- | ---------------------- | --------------------------------- | --------------------------------- |
| 1.200                       | 1.882                       | 13        | 9         | 4         | 2.600     | 7.800     | 7.600     | 6.000     | 6.600     | 30.600      | 1                             | 1                             | 1                      | 1                                 | 1                                 |

### Coefficient UEFA des clubs engagés en Coupe d'Europe
| Rang 2021 | Rang 2022 | Évolution | Club        | 2017-2018 | 2018-2019 | 2019-2020 | 2020-2021 | 2021-2022 | Coefficient UEFA |
| --------- | --------- | --------- | ----------- | --------- | --------- | --------- | --------- | --------- | ---------------- |
| 41        | 44        | -3        | FC Bruges   | 1.500     | 11.000    | 8.000     | 11.000    | 7.000     | 38.500           |
| 60        | 59        | +1        | La Gantoise | 1.000     | 2.500     | 10.000    | 3.000     | 11.000    | 27.500           |
| 55        | 89        | -34       | Genk        | 0.000     | 9.000     | 5.000     | 0.000     | 4.000     | 18.000           |
| 125       | 107       | +18       | Antwerp     | 0.000     | 0.000     | 2.500     | 8.000     | 4.000     | 14.500           |
| 62        | 121       | -59       | Anderlecht  | 6.000     | 3.000     | 0.000     | 0.000     | 2.500     | 11.500           |